# Robert Prévot
Robert Prévot (3 augustus 1922) is een Belgische voormalige atleet, die gespecialiseerd was in het hordelopen. Hij werd eenmaal Belgisch kampioen.

## Biografie
In 1946 werd Prévot Belgisch kampioen op de 400 m horden.
Prévot was aangesloten bij Racing Club Brussel.

## Belgische kampioenschappen
| Onderdeel    | Jaar |
| ------------ | ---- |
| 400 m horden | 1946 |

## Persoonlijk record
| Onderdeel    | Prestatie | Datum        | Plaats    |
| ------------ | --------- | ------------ | --------- |
| 400 m horden | 56,7 s    | 28 juli 1946 | Beerschot |

## Palmares
400 m horden
- 1943:  BK AC - 58,0 s
- 1946:  BK AC - 56,7 s